# Masters de Montecarlo 2019
El Rolex Monte-Carlo Masters 2019 fue un torneo de tenis masculino que se jugó en abril de 2019 sobre tierra batida. Fue la 113.ª edición del llamado Masters de Montecarlo, patrocinado por Rolex. Tuvo lugar en el Montecarlo Country Club de Roquebrune-Cap-Martin (Francia), cerca de Montecarlo (Mónaco).

## Puntos y premios en efectivo

### Distribución del Torneo
| Evento       | G    | F   | SF  | CF  | R16 | R32 | R56 | C  | C2 | C1 |
| Individuales | 1000 | 600 | 360 | 180 | 90  | 45  | 10  | 16 | 8  | 0  |
| Dobles       | 1000 | 600 | 360 | 180 | 90  | 0   | —   | —  | —  | —  |

### Premios en efectivo
| Evento       | G         | F         | SF        | CF        | R16      | R32      | R56      | C2     | C1     |
| Individuales | 935 385 € | 458 640 € | 230 830 € | 117 375 € | 60 945 € | 32 135 € | 17 350 € | 4000 € | 2040 € |
| Dobles       | 289 670 € | 141 820 € | 71 130 €  | 36 510 €  | 18 870 € | 9960 €   | —        | —      | —      |

## Cabezas de serie

### Individuales masculino
| N.º | Rank. | Tenista              | Puntos | Puntos por defender | Puntos ganados | Nuevos puntos | Ronda hasta la que avanzó en el torneo             |
| 1   | 1     | Novak Djokovic       | 11070  | 90                  | 180            | 11160         | Cuartos de final, perdió ante Daniil Medvédev [10] |
| 2   | 2     | Rafael Nadal         | 8725   | 1000                | 360            | 8085          | Semifinales, perdió ante Fabio Fognini [13]        |
| 3   | 3     | Alexander Zverev     | 6040   | 360                 | 90             | 5770          | Tercera ronda, perdió ante Fabio Fognini [13]      |
| 4   | 5     | Dominic Thiem        | 4765   | 180                 | 90             | 4675          | Tercera ronda, perdió ante Dušan Lajović           |
| 5   | 6     | Kei Nishikori        | 4200   | 600                 | 10             | 3610          | Segunda ronda, perdió ante Pierre-Hugues Herbert   |
| 6   | 8     | Stefanos Tsitsipas   | 3240   | 45                  | 90             | 3285          | Tercera ronda, perdió ante Daniil Medvédev [10]    |
| 7   | 11    | Marin Čilić          | 3015   | 180                 | 10             | 2845          | Segunda ronda, perdió ante Guido Pella             |
| 8   | 12    | Karen Jachanov       | 2810   | 90                  | 10             | 2730          | Segunda ronda, perdió ante Lorenzo Sonego [Q]      |
| 9   | 13    | Borna Ćorić          | 2345   | 45                  | 180            | 2480          | Cuartos de final, perdió ante Fabio Fognini [13]   |
| 10  | 14    | Daniil Medvédev      | 2295   | 45                  | 360            | 2610          | Semifinales, perdió ante Dušan Lajović             |
| 11  | 16    | Marco Cecchinato     | 2021   | 45                  | 90             | 2066          | Tercera ronda, perdió ante Guido Pella             |
| 12  | 17    | Nikoloz Basilashvili | 1930   | 0                   | 10             | 1940          | Primera ronda, perdió ante Márton Fucsovics        |
| 13  | 18    | Fabio Fognini        | 1885   | 45                  | 1000           | 2840          | Campeón, venció a Dušan Lajović                    |
| 14  | 19    | Gaël Monfils         | 1875   | 0                   | 0              | 1875          | Baja por lesión antes de la primera ronda.         |
| 15  | 20    | Denis Shapovalov     | 1820   | 10                  | 10             | 1820          | Primera ronda, perdió ante Jan-Lennard Struff      |
| 16  | 21    | David Goffin         | 1765   | 180                 | 45             | 1630          | Segunda ronda, perdió ante Dušan Lajović           |
| 17  | 23    | Kyle Edmund          | 1575   | 10                  | 10             | 1575          | Primera ronda, perdió ante Diego Schwartzman       |

- Ranking del 8 de abril de 2019.[2]

#### Bajas
| Rank. | Tenista        | Puntos antes | Puntos por defender | Puntos ganados | Puntos después | Motivo            |
| ----- | -------------- | ------------ | ------------------- | -------------- | -------------- | ----------------- |
| 7     | Kevin Anderson | 4115         | 0                   | 0              | 4115           | Lesión de codo    |
| 19    | Gaël Monfils   | 1875         | 0                   | 0              | 1875           | Lesión de tobillo |

### Dobles masculino
| Tenista                             | Ranking | Preclasificado |
| Pierre-Hugues Herbert Nicolas Mahut | 8       | 1              |
| Łukasz Kubot Marcelo Melo           | 10      | 2              |
| Jamie Murray Bruno Soares           | 17      | 3              |
| Juan Sebastián Cabal Robert Farah   | 22      | 4              |
| Oliver Marach Mate Pavić            | 23      | 5              |
| Henri Kontinen John Peers           | 33      | 6              |
| Nikola Mektić Franko Škugor         | 34      | 7              |
| Raven Klaasen Joe Salisbury         | 35      | 8              |

## Campeones

### Individual masculino
Fabio Fognini venció a  Dušan Lajović por 6-3, 6-4

### Dobles masculino
Nikola Mektić /  Franko Škugor vencieron a  Robin Haase /  Wesley Koolhof por 6-7(3-7), 7-6(7-3), [11-9]